# Ngụy biện gièm pha gây chán ghét
Ngụy biện gièm pha gây chán ghét (tiếng Anh: appeal to spite)  là loại ngụy biện trong đó người ta cố gắng giành được sự ủng hộ cho một lập luận bằng cách khai thác cảm giác cay đắng, chán ghét hoặc khinh bỉ với lập luận đối lập. Nó nỗ lực tác động đến cảm xúc người nghe bằng cách liên kết hình ảnh thù địch với lập luận đối lập với lập luận của người nói. 
Người ta thường nhầm loại ngụy biện này với ngụy biện tấn công cá nhân. Ngụy biện tấn công cá nhân cũng khơi gợi cảm xúc tiêu cực, nhưng khác với loại ngụy biện này ở chỗ nó chỉ trích trực tiếp đối thủ. Ở loại ngụy biện này, điều đó là không nhất thiết.  

## Ví dụ
- "Tại sao lại không bắt tù nhân lao động khổ sai? Chúng toàn hạng cặn bã!"
- "Hãy dừng việc tái chế [rác thải .ND] đó lại! Chúng ta còn chưa đủ chán ngán những ngôi sao ở Hollywood chuyên rao giảng về việc cứu trái đất hay sao?
- "Đừng đi nghe opera, Hitler cũng thích opera đấy, chúng mình đi xem xiếc đi."